# 弗兰克·阿巴内尔
小弗兰克·威廉·阿巴内尔（英語：Frank William Abagnale, Jr.；1948年4月27日—）是一位美国安全顾问，早年以伪造支票、冒充身份、骗取信任与脱逃的经历而闻名于世。
1960年代，从弗兰克·阿巴内尔16岁开始的5年中，他于26个国家伪造了250万美元的支票，从而被多个国家通缉。他后来称他在此过程中冒充过不少于8个身份，包括泛美航空飞行员、教師、医生、美国联邦监狱管理局工作人员和律师，他从拘留所脱逃两次，这些都发生在他21岁之前。他在美国监狱中待了不到5年即被释放，为美國联邦政府工作。他现在是联邦调查局研究院和外地办事处的顾问与讲师。他还创办了阿巴内尔顾问公司（英語：Abagnale & Associates），一所有关经济诈骗犯罪的顾问公司。
1980年，阿巴内尔出版了自传《猫鼠游戏》以第一人称描述了他的诈骗经历。2002年，斯皮尔伯格以阿巴内尔故事为原本导演的电影《猫鼠游戏》上映。与此同名的音乐剧也于2011年上演。

## 第一名受害者
阿巴内尔的第一名受害者是他自己的父亲，他冒名使用了其父的汽油信用卡和一辆卡车。阿巴内尔在加油站“购买”了轮胎，电池和汽车相关的物品。他还用该信用卡為别人购物来套取现金。最后其父为此支付了数千美金。

## 诈骗银行
阿巴内尔的第一次信用诈骗是他用自己的支票在自己账户所在的银行超額提现。因为这最终会被银行发现，所以他不得不在其他多家银行又开了多个户头，甚至伪造新的身份来掩盖。不久以后，他就想到了新的办法来骗取现金，例如伪造了一种和真支票几乎一模一样的假支票去银行兑现，并说服银行为其预付现金。
阿巴内尔比较著名的诈欺手法是将自己的存款单的账户号码寫或列印到真的空白存款单上，再放到銀行的存款单堆裡面，藉此欺騙那些沒有認真檢查匯款帳號欄就交表的储户 (這樣錢就會直接存到他的户头上)。
在阿巴内尔的一次演讲中，他提到他无意中发现一些航空公司和汽车出租公司例如美联航和赫兹租车等公司会把一天的营业额放在一个包裹中，并将它们投递到一个类似于邮局設置的投递箱中。于是他伪装成一名保安，在投递箱上写上“暂停服务，请将存款交给值班的保安人员”，然后用这種方法收取现金。之后他表示不敢相信这种方法居然可行，他调侃道，“一个投递箱怎么可能暂停服务呢？”

## 伪造身份

### 航空公司机师
为了获得免费乘坐飞机的机会，阿巴内尔伪装成一名航空公司飞行员。他致电泛美航空，声称自己的制服丢失，并且用一张伪造的员工证件拿到了该制服。为此，他甚至还伪造了美国联邦航空管理局颁发的飞行执照。
根据泛美航空时候的统计，阿巴内尔在16至18岁期间，利用伪造的员工身份，享受了至少免费飞行250多次，总航程超过1,600,000公里，范围遍及全球26个国家。期间，他还能享受免费的旅馆，其食宿的费用均由航空公司来支付。阿巴内尔称经常会有飞行员途中要求他来掌控飞机。有一次，他在三万英尺的高空接过飞机操纵杆，并且启动了自动驾驶功能。他事后感触极深，“我的手中掌握了140条生命，包括我在内，但其实我连风筝都放不起来。”

### 大学助教
阿巴内尔伪造了一份哥伦比亚大学的学历，并且在杨百翰大学用弗兰克亚当的假名当了一个学期的社会学助教。

### 医生
在一次飛新奧爾良的航班中，他的身份差點被識破。由於害怕可能被捕，他暫時引退去了佐治亞州。於是他用了弗蘭克·康納的假名在佐治亞州的一家醫院當了11個月的首席兒科醫生。在當地填寫租房申請時，在職業一欄他填寫了“醫生”，因為他擔心如果填寫飛行員，房東可能會向泛美航空公司求證。
他在自己的公寓大樓內結交了一個真正的醫生，他同意擔任該醫院實習生的監事，直到當地的醫院能找到別人來做工作。這份工作並不難，因為監事並不處理真正的醫療工作。然而，在實際工作中，當護士說嬰兒因缺氧幾乎死亡時，他并不知道應該如何處理。而當護士說一個孩子是「藍寶寶」（即患有先天性心臟病的孩童）時，他亦聽不懂護士所用的術語。在值晚班的時候，如果有骨折等其他急診病患，他往往讓實習醫生代勞。當他意識到自己負擔不起這麼嚴重的後果時，便從醫院辭職離開了。

### 律师
阿巴内尔在冒充泛美總裁羅伯特·布萊克的時候，他告訴一名空姐他在哈佛念過法律，隨後這名空姐將他介紹給了一名讀法律的朋友。在于其交談中，他得知當地的律師團體急需招聘新的律師。於是他偽造了一份在哈佛大學念法律的成績單。19歲的他，僅僅用了八周的複習時間，在經歷了兩次失敗，第三次考試后阿巴内尔順利地取得了路易斯安那州的律師執照並在路易斯安那律師事務所找到了一份工作。

## 被捕及入狱
阿巴内尔于1969年在法国被捕，有人认出了他并通知了警方。当法国警方将其逮捕后，有12个国家希望将其引渡。经过两天的旅程，他被押送至法国佩皮尼昂市监狱服刑一年，但是随后被审判长减刑为六个月。在那里，他被羁押在一个狭小，肮脏，无光的囚室中。
在法国当局释放他后，又将其引渡到瑞典继续羁押六个月。随后瑞典当局向美国政府交涉吊销其护照，并将其引渡回美国。回国后，他被判处12年监禁。

## 参与演出或相關作品
1977年，阿巴内尔和另外兩位參賽者參加電視競答節目《告訴你真相》。
2002年，導演斯蒂芬·史匹柏根據他的形象拍攝了電影《神鬼交鋒》，該片由李奧納多·狄卡皮歐擔任主演。該片由阿巴内尔的同名自傳改编，其本人也在片中客串，飾演片中逮捕主角的法國警官。
2007年，他接受BBC的邀請，參演電視劇《The Real Hustle》。

## 延伸阅读
[在维基数据编辑]
 在维基共享资源阅览影像